# Johannes Schenck von Grafenberg
Johannes Schenck von Grafenberg, auch Johann Schenck von Grafenberg (latinisiert Ioannes Schenckius; * 10. Juni 1531 in Grafenberg in Württemberg bei Nürtingen; † 12. November 1598 in Freiburg im Breisgau) war ein deutscher Mediziner und Kliniker. Er zählt zu den Pionieren der Neurolinguistik.

## Leben und Werk
Johannes Schenck studierte an der Universität Würzburg unter anderem bei Jakob Degen und Leonhart Fuchs und erhielt 1554 die Doktorwürde. Danach war er kurzzeitig in Straßburg als niedergelassener Arzt tätig, bald darauf als Stadtarzt in Freiburg im Breisgau. Seine Studien über neurotraumatisch bedingte Sprachstörungen galten im 16. Jahrhundert als richtungsweisend. 1584 setzte er erstmals künstliche Beatmung ein. Im gleichen Jahr veröffentlichte er seine persönlichen und die Beobachtungen von Kollegen zu Sprachstörungen in der Abhandlung Observationes medicae de capite humano. Sein bekanntestes Werk ist das siebenbändige Kompendium Observationes medicarum rararum mit Beschreibungen pathologischer Symptome am gesamten menschlichen Körper. Darin ist auch enthalten eine Beschreibung der Blasenspalte, die Schenck von Grafenberg 1597 als Erster beschrieb.
In Freiburg ist die Schenkstraße nach ihm benannt.
Sein Sohn Johann Georg Schenck von Grafenberg war ebenfalls Mediziner und gab 1609 eine Neuauflage des Hauptwerks seines Vaters heraus.

## Hauptwerk
- Παρατηρησεων sive Observationum medicarum rararum, novarum, admirabilium et monstrosarum libri septem. Freiburg (Martin Beckler), 1594–1599:
  - De capite humano. 1599
  - De Partibus Vitalibus Thorace contentis. 1594
  - De Partibus naturalibus Sectio prior De Ventriculo, Intestinis et Mesenterio. 1595
  - De Partibus naturalibus Sectio posterior De Iecore, Liene, Renibus, Vesica urinaria etc. 1596
  - De Partibus genitalibus utriusque sexus. 1596
  - De Partibus externis. 1596
  - De febribus, morbis epidemicis, pestilentibus, et contagiosis. 1597
  - De venenis. 1597.